# Medagliere dei XXI Giochi olimpici invernali
Il medagliere dei XXI Giochi olimpici invernali è una lista che riporta il numero di medaglie ottenute dai comitati olimpici nazionali presenti ai Giochi olimpici invernali di Vancouver 2010, che si sono tenuti dal 12 febbraio al 28 febbraio 2010. Un totale di 2 629 atleti, provenienti da 82 nazioni, ha partecipato a 86 diversi eventi sportivi, relativi a quindici discipline.

## Medagliere
Nazione ospitante 
| Pos.   | Paese         | Oro | Argento | Bronzo | Totale |
| ------ | ------------- | --- | ------- | ------ | ------ |
| 1      | Canada        | 14  | 7       | 5      | 26     |
| 2      | Germania      | 10  | 13      | 7      | 30     |
| 3      | Stati Uniti   | 9   | 15      | 13     | 37     |
| 4      | Norvegia      | 9   | 8       | 6      | 23     |
| 5      | Corea del Sud | 6   | 6       | 2      | 14     |
| 6      | Svizzera      | 6   | 0       | 3      | 9      |
| 7      | Cina          | 5   | 2       | 4      | 11     |
| 7      | Svezia        | 5   | 2       | 4      | 11     |
| 9      | Austria       | 4   | 6       | 6      | 16     |
| 10     | Paesi Bassi   | 4   | 1       | 3      | 8      |
| 11     | Russia        | 3   | 5       | 7      | 15     |
| 12     | Francia       | 2   | 3       | 6      | 11     |
| 13     | Australia     | 2   | 1       | 0      | 3      |
| 14     | Rep. Ceca     | 2   | 0       | 4      | 6      |
| 15     | Polonia       | 1   | 3       | 2      | 6      |
| 16     | Italia        | 1   | 1       | 3      | 5      |
| 17     | Bielorussia   | 1   | 1       | 1      | 3      |
| 17     | Slovacchia    | 1   | 1       | 1      | 3      |
| 19     | Gran Bretagna | 1   | 0       | 0      | 1      |
| 20     | Giappone      | 0   | 3       | 2      | 5      |
| 21     | Croazia       | 0   | 2       | 1      | 3      |
| 21     | Slovenia      | 0   | 2       | 1      | 3      |
| 23     | Lettonia      | 0   | 2       | 0      | 2      |
| 24     | Finlandia     | 0   | 1       | 4      | 5      |
| 25     | Estonia       | 0   | 1       | 0      | 1      |
| 25     | Kazakistan    | 0   | 1       | 0      | 1      |
| Totale | Totale        | 86  | 87      | 85     | 258    |